# Sankt Blasius kyrka, Zagreb
Sankt Blasius kyrka (kroatiska: Crkva svetog Blaža) är en kulturmärkt romersk-katolsk kyrka i Zagreb i Kroatien. Den uppfördes åren 1912–1915 enligt ritningar av arkitekten Viktor Kovačić och är belägen på adressen Prilaz Gjure Deželića 64 i Nedre staden. Kyrkan är tillägnad helgonet sankt Blasius (sveti Blaž) och är anmärkningsvärd för sin drygt 18 meter i diameter stora kupol tillverkad i armerad betong. Sedan år 2017 rymmer kyrkobyggnadens oratorium ett kyrkomuseum (Sankt Blasius-kyrkans museum) som är öppet för allmänheten.